# パーヴェル・パプスト
パーヴェル・アヴグストヴィチ・パプスト（ロシア語: Па́вел А́вгустович Пабст、1854年5月15日 - 1897年6月9日）は、東プロイセン出身でロシアで活躍したピアニスト、作曲家である。教育者としてモスクワ音楽院教授も務めた。

## 略歴
本名クリスティアン・ゲオルク・パウル・パプスト（ドイツ語: Christian Georg Paul Pabst）としてケーニヒスベルクの音楽家一家に生まれる。幸先の良いことに、教養課程の監督官として同地を訪問中の大音楽家、アントン・ルビンシテインと出会う。1878年に優秀なピアニストとしてロシアに移り、同年秋にニコライ・ルビンシテインの招きを受け入れ、モスクワ音楽院の教壇に立つ。 
パプストは、偉大なフランツ・リストが折り紙をつけたように、当時の最も偉大なピアニストの一人であった。ピョートル・チャイコフスキーはパプストが開催した演奏会に足繁く通い、「神々しい優雅さをたたえたピアニスト」「神が遣わしたピアニスト」と評している。またパプストは、モスクワ音楽院ピアノ科の最も偉大な教授と看做され、その伝統はロシア・ピアノ楽派として、20世紀まで受け継がれている。パプストは、青年時代のセルゲイ・ラフマニノフと一緒に演奏を行い、影響を与えた。
1892年から1895年にかけて自作を含むピアノ演奏を蓄音機に録音している。その中には、セルゲイ・タネーエフとの連弾によるアントン・アレンスキーの「組曲第2番『シルエット』」からの抜粋も含まれる。
パプストは1897年にモスクワで急死し、モスクワ・ドイツ人墓地であるヴヴェジェンスキー墓地に埋葬された。ロシア音楽協会から捧げられた追悼の花輪には、故人への賛辞が添えられていた。曰く、「栄えある芸術家にして根気強い教師、そして比類なき人物に」。

## 作品
現在までパプストは作曲家として知られているが、辛うじてチャイコフスキーのバレエ音楽やオペラのピアノ用トランスクリプションが知られているに過ぎない。実際にパプストこそ、そのような編曲にチャイコフスキーが雇った唯一の人間であった。一方でパプストは、チャイコフスキーのためにそのピアノ曲を校訂している。チャイコフスキーに依頼されて、《ピアノ協奏曲 第1番》のピアノスコアの運指を改めており、また初演でソリストを務めたアントン・アレンスキーの《ピアノ協奏曲》にも運指を付けている。パプストの一連のトランスクリプションは、同時代の傑出したピアニストに愛好され、かのフランツ・リストの編曲にも並び立つ存在と看做されていた。
1885年に唯一の管弦楽曲、《ピアノ協奏曲 変ホ長調》を作曲。初演はパプスト本人をソリストに、アントン・ルビンシテインを指揮者に迎えてサンクトペテルブルクとモスクワで初演された。総譜はその後に失われたが、近年になって再発見された。
チャイコフスキーとラフマニノフは、いずれもパプストに作品を献呈している。パプストは著名人と交際があり、そのことは《ピアノ協奏曲》にも反映されている。33分の長さにわたる3楽章のきわめてロマンティックな作品で、すばらしい音色と、恐ろしく難しいが抒情的なピアノ・パートに満たされている。2005年4月19日に、パプストの「失われた協奏曲」の120年ぶりの蘇演がミンスクで行われ、パナギオティス・トロコプーロスのピアノと、マリウス・ストラヴィンスキー指揮ベラルーシ国立アカデミー交響楽団の共演により演奏され、併せて録音も行われた。